# Llengües iràniques
Les llengües iràniques o iranianes, són una branca de les llengües indoiranianes de la família lingüística indoeuropea que són parlades de manera nativa pels pobles iranians, predominantment a l'altiplà iranià.
Les llengües iranianes s'agrupen en tres etapes: iranià antic (fins al 400 aC), iranià mitjà (400 aC - 900 dC) i iranià nou (des del 900 aC). Les dues llengües iranianes antigues testimoniades directament són el persa antic (de l'Imperi aquemènida ) i l'antic avestà (la llengua de l'avesta). De les llengües iranianes mitjanes, les més enteses i registrades són el persa mitjà (de l'imperi sasànida), el part (de l'imperi part ) i el bactrià (dels imperis kushan i heftalita).
De la mateixa manera que el llatí per a les llengües romàniques o el sànscrit per a les indoàries, la referència cultural per a aquestes llengües és l'Avesta.

## Nombre de parlants
A la dècada del 2000, Ethnologue estima que hi ha 86 llengües en aquest grup.
Aquests són els idiomes principals per nombre de parlants nadius:
| Nom             | Parlants   |
| --------------- | ---------- |
| persa           | 92 milions |
| Paxto           | 50 milions |
| kurd            | 35 milions |
| Balutxi         | 15 milions |
| Caspi           | 10 milions |
| Luri            | 5 milions  |
| 150-200 milions |            |

## Terminologia

### Iranianes o iràniques
Quan s'utilitza com a terme lingüístic iranià s'aplica a qualsevol llengua que descendeix de la llengua ancestral protoiraniana.
Alguns estudiosos com John R. Perry prefereixen el terme iranià com a nom antropològic per a la família lingüística i els grups ètnics d'aquesta categoria, i irànica per a qualsevol cosa sobre el país modern d'Iran. Utilitza el mateix anàleg que per diferenciar l'alemany del germànic o per diferenciar el turc i el túrquic.
Aquest ús del terme per a la família lingüística iraniana va ser introduït el 1836 per Christian Lassen. Robert Needham Cust va utilitzar el terme irano-ari el 1878, i orientalistes com George Abraham Grierson i Max Müller van contrastar l'irano-ari ( iranià ) i l'indoari ( índic  ). Alguns estudis recents, principalment en alemany, han revifat aquesta convenció.

### Agrupació
Les llengües iranianes es divideixen en les branques següents:
- Les llengües iràniques occidentals, subdividides en:
  - Sud-oest, dels quals el persa (inclosos els dialectes dari i tadjic ) i el luri són els membres dominants;
  - Nord-oest, del qual les llengües kurdes són els membres dominants.
- Les llengües iràniques orientals, subdividides en:
  - sud-est, del qual Paixtu és el membre dominant;
  - Nord-est, amb diferència la branca més petita, de la qual l'osseta és el membre dominant.

Segons els estudis moderns, es considera que les llengües avestanes no pertanyen a aquestes categories i, en canvi, de vegades es classifiquen com a iranià central, ja que van divergir del protoiranà abans que la divisió est-oest anés a la prominència. Tradicionalment, s'ha vist com a iranià oriental; tanmateix, li manca un gran nombre de trets iranians orientals i, per tant, només és "iranià oriental" en el sentit que no és occidental.

## Història

### Orígens
Es pensa que cap al segon mil·lenni aC les llengües iràniques es van separar de les indoàries. Cap a la meitat del primer mil·lenni aC les llengües iràniques ocupaven una gran extensió de territori, molt més gran que l'actual Iran, i que anava des del sud de Rússia per l'Iran i l'Àsia central, fins al riu Xi Jiang a la Xina.
De les antigues llengües iràniques tan sols se'n coneixen dues: l'avèstic i el persa antic.
El primers texts escrits daten del segon mil·lenni aC i són inscripcions cuneïformes. Van ser descoberts a Mitanni i estan escrits en un dialecte de l'antic persa.

### L'edat mitjana

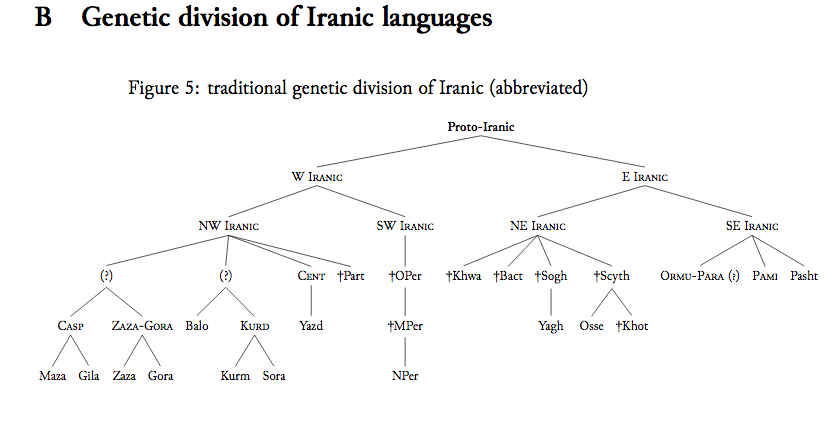
divisió genètica de les llengües iràniques

El que es coneix en lingüística com a edat mitjana iraniana s'estén en el temps des del segle iv aC fins al segle ix. A les llengües d'aquesta etapa se les classifica geogràficament en dos grups: occidentals i orientals.
En les occidentals s'inclouen el part i el persa mitjà. El persa mitjà (pahlavi) fou la llengua oficial dels sassànides. Va ser utilitzada des del segle iii fins al segle x. El persa mitjà i el part foren també la llengua dels maniqueus.
En les orientals se n'inclouen el bactrià, el sogdià, corasmià, el saka i l'antic ossètic.

### Després de la conquesta àrab dePèrsia

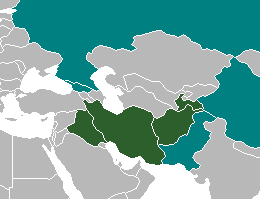
Verd fosc: països on les llengües iràniques són oficials. Blau: regions on són cooficials

Després de la conquesta islàmica de Pèrsia (Iran), van succeir importants canvis en el rol de les diferents llengües iràniques dins l'Imperi persa. L'antic prestigi del persa mitjà fou substituït per una nova llengua estàndard anomenada dari, que va esdevenir oficial dins la cort. El nom dari prové de la paraula àrab darbar (دربار), que es refereix a la cort reial, en què es va experimentar un important floriment de la cultura (vegeu literatura persa). La dinastia safàrida en particular va ser la primera d'una sèrie d'elles que oficialment va adoptar la nova llengua vers l'any 875. El dari va ser fortament influenciat pels dialectes regionals orientals de l'Iran, mentre que el persa mitjà estàndard ho havia sigut pels dialectes occidentals. Aquesta nova llengua de prestigi és l'antecessora del persa modern. Alguns humanistes medievals iranians, com Abd-Al·lah ibn al-Muqaffa (segle viii) i Ibn an-Nadim (s. X) associaven el terme "dari" amb la província oriental de Khorasan i usaven el terme pahlavi (persa mitjà) per a descriure els dialectes nord-occidentals de les àrees entre Esfahan i l'Azerbaidjan, i parsi per descriure els dialectes de la província de Persis.
La conquesta islàmica comportà també l'adopció de l'alfabet àrab en l'escriptura del persa, paixtu i el balutxi. Totes elles s'adaptaren a la nova escriptura mitjançant l'addició d'unes quantes lletres. Tots aquests canvis van succeir durant la segona part del s. VIII, quan l'antic persa mitjà ja es trobava en franca decadència. El persa modern avui encara s'escriu en alfabet àrab.
L'àrea geogràfica on es parlaven llengües iràniques experimentà un fort retrocés. L'àrab va ocupar parts de l'Iran occidental (Khuzestan), i diferents llengües turqueses envaïren gran part de l'Àsia central, desplaçant llengües com el sogdià o el bactrià a parts del que avui és Turkmenistan, Uzbekistan i Tadjikistan. A l'Europa de l'Est, que inclou principalment el territori de l'Ucraïna actual, la Rússia del sud d'Europa i parts dels Balcans, la regió central dels escites, sàrmates i alans nadius van ser decisivament reemplaçades com a resultat de l'absorció i assimilació (p. ex., eslavització) per part dels diversos protoeslaus població de la regió, al segle vi. Això va provocar el desplaçament i l'extinció de les llegües escites abans predominants de la regió. El sogdià va sobreviure breument en una petita àrea a l'est de Samarcanda i el saka (com a sarigoli) en parts del sud de Xinjiang. Encara avui sobreviuen diverses petites llengües a la zona del Pamir.

## Llista de llengües iràniques
† indica llengua morta.

### Orientals

#### Nord-orientals
- Avèstic†
- Xorasmià†
- Bactrià†
- Sogdià†
- Yaghnobi
- Sàrmata†
- Alànic†
- Osset

#### Sud-orientals
- Munji
- Sanglechi-Ishkashimi
- Sarikoli
- Shughni
- Yazgulyam
- Wakhi
- Yidgha
- Saka†
- Paixtu
  - Paixtu meridional
  - Paixtu septentrional
  - Paixtu central
- Waneci

### Occidentals

#### Nord-occidentals
- Balutxi (incl.Koroshi)
  - Balutxi meridional
  - Balutxi occidental
  - Balutxi oriental
- Gilaki
- Mazanderani
- Shahmirzadi
- Ashtiani
- Farsi nord-occidental
- Dari zoroastrià
- Gazi
- Khunsari
- Natanzi
- Nayini
- Parsi-Dari
- Persa
- Sivandi
- Soi
- Vafsi
- Khalaj
- Kurd
- Laki
- Ormuri
- Paratxi
- Lasgerdi
- Sangisari
- Semnani
- Sorkhei
- Alviri-Vidari
- Eshtehardi
- Gozarkhani
- Harzani
- Karingani
- Koresh-e rostam
- Razajerdi
- Rudbari
- Shahrudi
- Takestani
- Talixi
- Taromi
- Maraghei
- Kho'ini
- Kajali
- Kabatei
- Dezfuli
- Bajelani
- Dimli
- Gurani
- Kirmanjki
- Xabak
- Sarli

#### Sud-occidentals
- Farsi sud-occidental
- Lari
- Bakhtiari
- Luri
- Kumzari
- Aimaq
- Bukhàric
- Dehwari
- Darwazi
- Hazaragi
- Dzhidi
- Persa
- Pahlavani
- Tadjik
- Judeo-Tat
- Tati

### Sense classificació
- Tangshewi